# Marco Pantani
Marco Pantani (13. ledna 1970 Cesena – 14. února 2004 Rimini) byl italský profesionální cyklista, přezdívaný Il pirata. Nejslavnějším rokem jeho života byl rok 1998, kdy vyhrál dva nejprestižnější závody světa Tour de France a Giro d'Italia, což se zatím v jednom roce povedlo pouze osmi cyklistům.
V roce 1999 byl během Gira diskvalifikován pro domnělé nepovolené užití krevních preparátů – v jeho krvi byl nalezen zvýšený obsah červených krvinek. Zemřel 14. února 2004 na předávkování kokainem.
V roce 2006 vyšlo najevo, že během své poslední závodní sezóny v roce 2003 byl klientem španělského lékaře Eufemiana Fuentese, který svým klientům dodával doping. Pantanimu během této sezóny jako doping podával EPO, růstový hormon, inzulin, levothyroxin a  IGF-1. Později vyšlo najevo, že dopoval i během Tour de France 1998, kterou vyhrál. Měl užívat EPO.